# Tikkurila

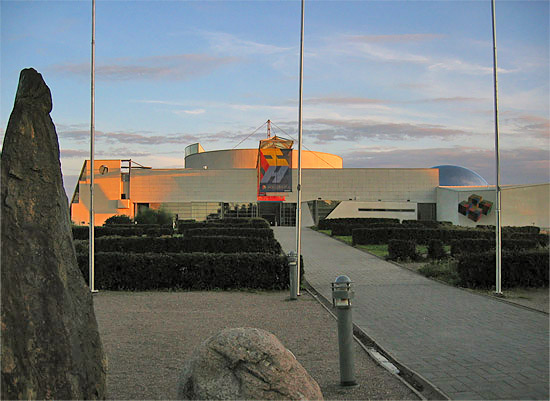
Heureka a Tikkurila.

Tikkurila (in svedese Dickursby) è un quartiere di Vantaa. È il centro amministrativo di Vantaa. Nel 2014, il quartiere contava una popolazione di 5.211 persone.